# 布施晶子
布施 晶子（ふせ あきこ、1937年11月24日 - 2011年4月5日）は、日本の社会学者。札幌学院大学前学長。社会学系コンソーシアム初代理事長、北海道社会学会会長などを歴任した。専門分野は家族社会学、女性問題や、現代社会における高齢者の社会学的視点、ジェンダーフリー。北海道出身。

## 略歴

### 学歴
- 1961年、北海道大学文学部卒業。
- 1966年、北海道大学大学院文学研究科社会学専攻修士課程修了。

### 職歴
- 1961年、北海道大学法学部助手。
- 1967年、東京声専音楽学校講師。
- 1969年、昭和音楽短期大学助教授。
- 1971年、札幌短期大学兼任講師。
- 1975年、静修短期大学教授。
- 1977年、札幌商科大学人文学部教授。（1984年4月札幌学院大学に改称。）
- 1984年、札幌学院大学人文学部教授。
- 2003年、札幌学院大学学長。
- 2010年、札幌学院大学学長退任。札幌学院大学退職。同名誉教授。

## エピソード
- 元夫に社会学者・布施鉄治（元北海道大学教授）がいるが、死別したため、弁護士の郷路征記と再婚した。子息にスポーツライターの布施鋼治がいる。
- 幼少期に骨髄炎を発症し、これが基で社会学研究を志すようになった。

## 主要著書
- 『家族関係と家族福祉』（高文堂出版社、1973年）
- 『現代の家族』（青木書店、1982年）
- 『結婚と家族』（岩波書店、1993年）
- 『家族福祉とネットワーク』（共著、ミネルヴァ書房、2001年）

ほか多数